# Fenioux (Deux-Sèvres)
Fenioux is een gemeente in het Franse departement Deux-Sèvres (regio Nouvelle-Aquitaine) en telt 727 inwoners (1999). De plaats maakt deel uit van het arrondissement Niort.

## Geografie
De oppervlakte van Fenioux bedraagt 33,7 km², de bevolkingsdichtheid is 21,6 inwoners per km².
De onderstaande kaart toont de ligging van Fenioux (Deux-Sèvres) met de belangrijkste infrastructuur en aangrenzende gemeenten.

## Demografie
Onderstaande figuur toont het verloop van het inwonertal (bron: INSEE-tellingen).

## Externe links

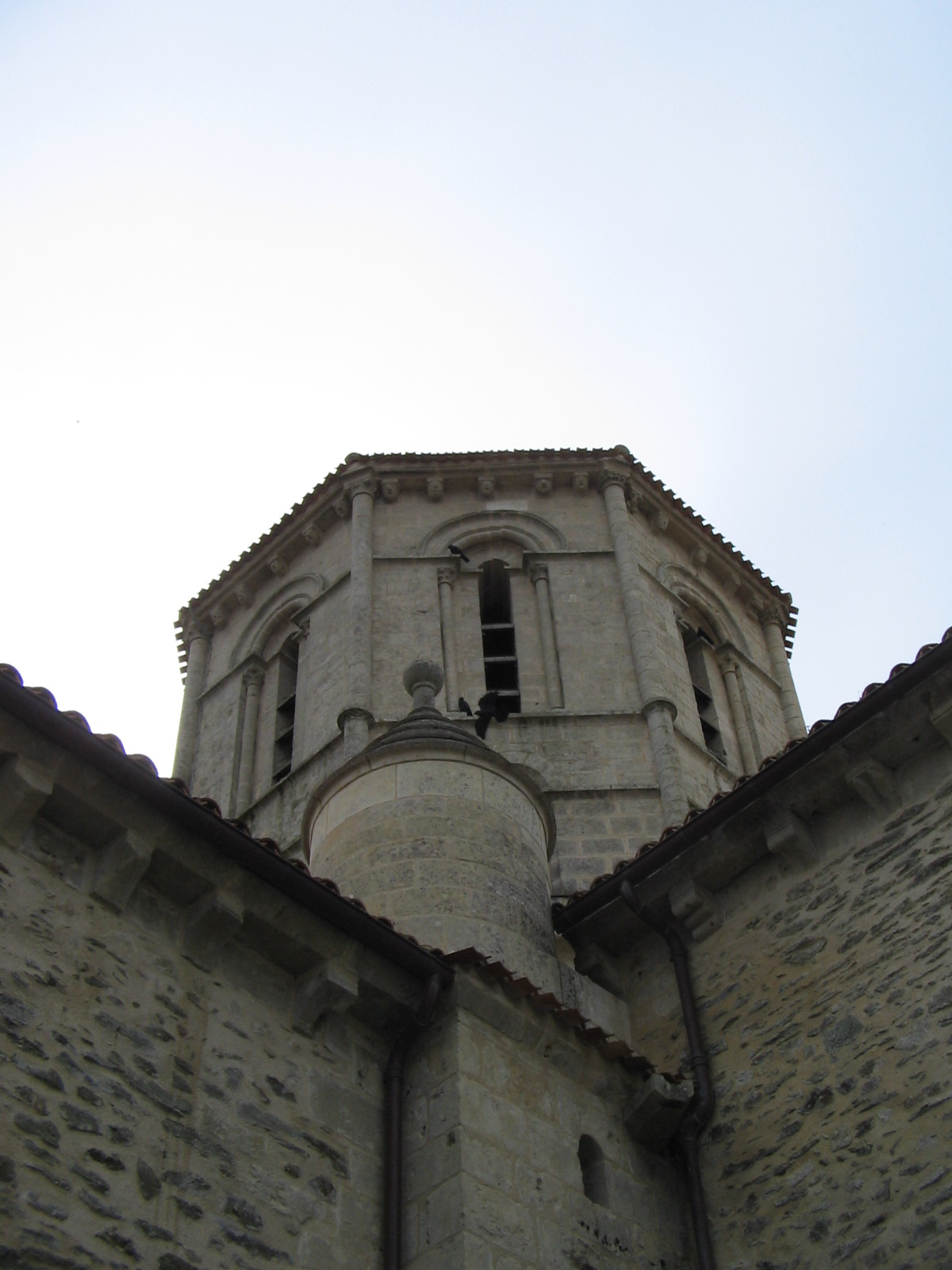
Kerktoren